# Diplôme universitaire de technologie
Pour les articles homonymes, voir DUT.
En France, le diplôme universitaire de technologie (DUT) est un diplôme universitaire national de l’enseignement supérieur français créé en 1966 sanctionnant les deux premières années d'études dans un institut universitaire de technologie (IUT).
Il est reconnu au niveau 5 du RNCP.
À la rentrée 2021, le DUT est intégré à la licence professionnelle délivrée dans un institut universitaire de technologie (IUT), elle y prend dans ce cas le nom de « bachelor universitaire de technologie » (BUT). 
Le DUT peut toujours être délivré de manière intermédiaire au cours de la formation de licence professionnelle.

## Historique
En 1965, 4 départements expérimentaux sont créés à Rouen (spécialité chimie), Nancy (spécialité biologie appliquée), Paris (spécialité électronique) et Toulouse (spécialité construction mécanique). Les méthodes d’enseignement et les objectifs employés préfiguraient la création officielle un an plus tard des Instituts universitaires de technologie (IUT).
Le 7 janvier 1966, les Instituts universitaires de technologie sont créés (décret n°66-27). Sept mois plus tard, 14 IUT sont créés par le décret n°66-653 (30 août 1966) dans les villes de Bordeaux, Grenoble, Lille, Montpellier, Nancy, Nantes (site de Angers), Orléans, Paris (sites d'Orsay et Cachan), Poitiers, Reims, Rennes, Rouen et Toulouse. Ils répondent à un besoin de cadres intermédiaires de l’économie française en proposant un diplôme professionnalisant en 2 ans après le baccalauréat : le Diplôme universitaire de technologie (DUT). Le 13 septembre 1966, une liste de 8 spécialités à enseigner en vue de l’obtention du diplôme universitaire de technologie est fixée par arrêté :
- constructions mécaniques ;
- électronique, télécommunications et automatisme ;
- énergétique, électrotechnique ;
- informatique ;
- gestion des entreprises ;
- biologie appliquée ;
- chimie ;
- génie civil.

En janvier 2013, 83 % des étudiants poursuivent leurs études après l’obtention de leur DUT. C'est davantage que les diplômés de BTS, qui sont enclins à travailler plus tôt (à la rentrée 2007, seulement 33,5 % des titulaires d'un BTS avaient ainsi continué leurs études).
Le DUT est un diplôme reconnu au niveau 5 du RNCP,,.
Le DUT évolue en septembre 2021. À compter de cette date, la licence professionnelle dispensée en IUT devient un diplôme de trois ans et conférant 180 crédits ECTS. Elle est alors nommée « bachelor universitaire de technologie » et devient le diplôme de référence des IUT. S'inscrivant dans le cadre de l'arrêté de la licence professionnelle de décembre 2019, le BUT est une forme spécifique de licence professionnelle, uniquement dispensée au sein des instituts universitaires de technologie (IUT). Le DUT continue d'être délivré après la validation des deux premières années, à l'instar de ce qui existe dans les facultés avec le DEUST.

## Déroulement des études avant 2019
La formation se déroule selon les articles D643-59 et suivants du code de l'éducation, l’arrêté du 20 avril 1994 relatif au diplôme universitaire de technologie,, l’arrêté du 23 avril 2002 relatif aux études universitaires conduisant au grade de licence, abrogé et remplacé en 2011 par l'arrêté du 1er août 2011 relatif à la licence, lui-même remplacé par l'arrêté du 30 juillet 2018 relatif au diplôme national de licence. 
Enfin, l’arrêté du 3 août 2005 relatif au DUT sera complété à partir de 2019 par l'arrêté réformant la licence professionnelle, puis abrogé à partir de la rentrée 2022 par l'arrêté du 15 avril 2022 portant définition des programmes nationaux de la licence professionnelle « bachelor universitaire de technologie ». 

### Objectifs
Selon l’arrêté de 2005, la formation vise l’acquisition des connaissances et compétences nécessaires à l’exercice des fonctions d’encadrement technique et professionnel dans certains secteurs de la production, de la recherche appliquée et des services, tout en intégrant les éléments permettant de maîtriser les futures évolutions de ces fonctions. La formation concourt à l’épanouissement personnel, au développement du sens des responsabilités et à l’apprentissage du travail individuel et en équipe.
Pour chacune des spécialités du diplôme universitaire de technologie, les programmes sont fixés par arrêté du ministre chargé de l’enseignement supérieur, après avis de la commission pédagogique nationale concernée.
Pour chaque spécialité, le programme pédagogique national doit inclure un dispositif d’accueil, de tutorat, d’accompagnement et de soutien à l’orientation de chaque étudiant afin de favoriser la réussite de son projet personnel et professionnel. Ce dispositif doit être accessible tout au long du parcours de formation et se traduira dans le programme pédagogique national par, notamment, un enseignement spécifique.
Le programme pédagogique national doit favoriser la mise en place dans chaque enseignement de modalités pédagogiques destinées à faire évoluer l’étudiant vers l’autonomie dans l’acquisition des savoirs, en intégrant l’enseignement de méthodologie du travail universitaire et de techniques d’apprentissage et en faisant appel aux technologies de l’information et de la communication appliquées à l’enseignement. La méthodologie du travail universitaire et les techniques d'apprentissage représentent un volume horaire de l’ordre de 10 % de la formation encadrée. Elles doivent être dispensées dans chacun des enseignements et font aussi l’objet de modules spécifiques. L’enseignement des langues fait référence au cadre commun du Conseil de l'Europe.

### Admission
Selon l’arrêté de 2005, « la capacité d’accueil de chaque département d’institut universitaire de technologie est fixée dans le cadre de la carte universitaire et de la politique contractuelle par le président de l’université sur proposition du directeur de l’IUT concerné, après avis du conseil de l’IUT. »
Depuis 2008, l’admission est de droit pour les élèves qui obtiennent la même année une mention « bien » ou « très bien » au baccalauréat professionnel dont le champ professionnel est en cohérence avec le département d'institut universitaire de technologie demandé.
Les autres élèves sont admis sur dossier parmi :
1. Les titulaires du baccalauréat ou d’une équivalence ou dispense de ce grade,
2. Les étudiants ayant suivi un enseignement supérieur de deux ans qu’ils souhaitent compléter par une formation technologique courte ;
3. Après validation de leurs études, expériences professionnelles ou acquis personnels, des personnes engagées ou non dans la vie active[22].

Les demandes d’admission sont examinées par un jury désigné par le président de l’université, sur proposition du directeur de l’IUT. Le jury se prononce en fonction des éléments figurant au dossier de candidature, éventuellement complétés par un entretien ou un test.

### Études

#### Organisation
La durée des études est de quatre semestres à temps plein dans le premier cas, d’un an à temps plein dans le second. Dans le troisième cas, la formation est organisée à temps plein, à temps partiel ou en alternance.
Les enseignements comportent des cours, des travaux dirigés et des travaux pratiques (1 800 ou 1 640 heures sur 4 trimestres selon les spécialités), des projets tutorés (au moins 300 heures) « destinés à faciliter l'autonomie de l'étudiant dans la mise en œuvre et le maniement des concepts enseignés dans le cadre de la formation encadrée » et un ou plusieurs stages en entreprise (au minimum 10 semaines). La présence à toutes les activités pédagogiques est obligatoire et le contrôle des connaissances se fait par contrôle continu.
Les enseignements sont regroupés par semestre en 2.3.4 unités d’enseignement, elles-mêmes divisées en « modules d'enseignement ».
Dans le cadre du projet personnel et professionnel, les parcours de formation conduisant au diplôme universitaire de technologie comprennent, d'une part, une « majeure » garantissant le cœur des compétences attendues dans le domaine professionnel visé, d'autre part, trois types de modules complémentaires d'approfondissement technologique, de renforcement des compétences professionnelles et d'ouverture scientifique, qui concourent soit à améliorer l'insertion au niveau III, soit à préparer l'accession à une certification de niveau II, soit à permettre une poursuite d'études vers une certification de niveau I. Ces modules complémentaires font partie intégrante du diplôme universitaire de technologie au même titre que la majeure. Ils interviennent pour un volume du 15 % à 20 % du volume horaire global de la formation. Certaines unités d'enseignement ou certains modules constitutifs du parcours de formation, dûment identifiés, peuvent être organisés et validés en coopération avec d'autres composantes de l'université ou dans le cadre d'une convention entre l'université et un institut ou un établissement d'enseignement supérieur différent, français ou étranger.

#### Validation des parcours de formation
La validation des parcours de formation est régie par le titre III de l’arrêté de 2005.
L’étudiant a validé un semestre si :
1. la moyenne du semestre est supérieure à 10/20, avec de plus une note supérieure à 8/20 pour chaque unité d’enseignement (UE) ;
2. les semestres précédents sont validés.

Il est toutefois possible de compenser les notes de deux semestres consécutifs.
La réglementation concernant le diplôme universitaire de technologie s’inscrit depuis 2005 dans le cadre de l’application au système français d’enseignement supérieur de la construction de l’Espace européen de l'enseignement supérieur (dite réforme LMD). Chaque unité d’enseignement est ainsi associée à un certain nombre de crédits du système européen de transfert et d'accumulation de crédits, et la délivrance du diplôme donne lieu à l’obtention de 120 ECTS.

## Spécialités
Il existe plusieurs spécialités de DUT, avec parfois des options dans une même spécialité.
| Spécialités                                                     | Étudiants en formations |
| --------------------------------------------------------------- | ----------------------- |
| Aide et assistance pour le monitoring et le maintien à domicile | 26                      |
| Chimie                                                          | 3 675                   |
| Génie biologique                                                | 6 439                   |
| Génie chimique - génie des procédés                             | 1 265                   |
| Génie civil                                                     | 5 212                   |
| Génie du conditionnement et de l'emballage                      | 296                     |
| Génie électrique et informatique industrielle                   | 7 837                   |
| Génie industriel et maintenance                                 | 1 881                   |
| Génie mécanique et productique                                  | 6 877                   |
| Génie thermique et énergie                                      | 2 362                   |
| Hygiène, sécurité et environnement                              | 1 865                   |
| Informatique                                                    | 8 489                   |
| Mesures physiques                                               | 4 768                   |
| Qualité, logistique industrielle et organisation                | 2 025                   |
| Réseaux et télécommunications                                   | 2 903                   |
| Science et génie des matériaux                                  | 964                     |
| Ensemble du secteur secondaire                                  | 56 884                  |
| Carrières juridiques                                            | 2 348                   |
| Carrières sociales                                              | 2 888                   |
| Gestion des entreprises et des administrations                  | 20 983                  |
| Gestion administrative et commerciale                           | 1 786                   |
| Gestion, logistique et transport                                | 3 050                   |
| Information - communication                                     | 4 016                   |
| Services et réseaux de communications                           | 3 345                   |
| Statistique et traitement informatique des données              | 1 353                   |
| Techniques de commercialisation                                 | 20 691                  |
| Ensemble du secteur tertiaire                                   | 60 460                  |
| Total France métropolitaine + DOM                               | 117 344                 |

## Équivalence internationale

### Cas du Québec
Le DUT est reconnu comme étant équivalent à un Diplôme d'études collégiales techniques (DEC technique de 3 ans) au Québec, soit entre un baccalauréat général du lycée français et la première année universitaire française. Le ministère de l'immigration du Québec précise que l'équivalent du baccalauréat universitaire au Québec (3-4 ans après le DEC général) est une licence (Bac+3), ou une licence professionnelle, pour un Français.
Les universités du Québec peuvent cependant reconnaître une partie des cours du DUT qui sont de niveau universitaire, mais cette équivalence ne peut jamais dépasser plus de 50 % du programme universitaire québécois. Ceci peut signifier de prendre des cours jusqu'à deux années universitaires pour une reconnaissance du titre universitaire qu'offrirait le DUT en France.
Pour obtenir une équivalence, le ministère de l'immigration du Québec facture un montant forfaitaire pour l'analyse du dossier et chaque demande est traité selon les antécédents totaux du demandeur. Cette équivalence permet aux acteurs économiques québécois d'avoir un comparatif avec le système d'enseignement québécois mais dans quelques rares cas, l'entreprise peut exiger d'obtenir un diplôme officiel québécois.

### Cas de la Suisse
L'équivalence du DUT en Suisse est communément le Diplôme de Technicien ES, mais la poursuite d'études y est bien plus rare et difficile.[réf. nécessaire]